# Leptocera afghanica
Leptocera afghanica är en tvåvinge som beskrevs 1978 av László Papp. Arten ingår i släktet Leptocera och familjen hoppflugor. Arten är funnen i Ryssland och Afghanistan. Inga underarter finns listade i Catalogue of Life.